# Bahnhof Lauchringen
Der Bahnhof Lauchringen (ehemals Oberlauchringen) ist ein Abzweigbahnhof am Rande des Südschwarzwalds, an dem die Hochrheinbahn von Basel über Waldshut, Schaffhausen und Singen (Hohentwiel) nach Konstanz auf die Wutachtalbahn von Lauchringen nach Immendingen trifft.

## Lage
Der Bahnhof ist weit abgelegen von Wohngebieten und vom Ortszentrum Lauchringens. Er liegt am nördlichen Rand von Oberlauchringen. Die Adresse des Bahnhofs lautet Bahnhofstraße 12.

## Geschichte
Am Hochrhein entlang verläuft die von der Badischen Staatsbahn erbaute Hochrheinbahn als Hauptstrecke von Basel (Badischer Bahnhof) nach Schaffhausen und weiter über Singen (Hohentwiel) nach Konstanz. Diese erreichte 1856 Waldshut und 1863 Schaffhausen. Zwischen Waldshut und Schaffhausen liegt der Bahnhof von Lauchringen, welcher in den ersten Betriebsjahren den Namen Oberlauchringen trug.
Da diese Linie durch das neutrale Staatsgebiet der Schweiz führt, verlängerte man 1875/76 mit der Wutachtalbahn vom Bahnhof Lauchringen aus über die ehemaligen Bahnhöfe in Horheim, Wutöschingen, Eggingen, Eberfingen, Stühlingen bis Weizen mit aufwändigen Kunstbauten als eine Strategische Bahn über Zollhaus-Blumberg und Hintschingen nach Immendingen im Donautal.
1955 wurde der 9 km lange Abschnitt Lausheim-Blumegg–Grimmelshofen(–Zollhaus-Blumberg) für den regulären Personenverkehr stillgelegt. 1971 folgte auch Streckenteil von Lauchringen nach Lausheim-Blumegg.
Infolge der Bahnreform und der damit verbundenen Regionalisierung des Schienennahverkehrs kam es Mitte der 1990er Jahre zu Überlegungen, zumindest Teile der Wutachtalbahn wieder für den Regelbetrieb zu reaktivieren. Eine 1998 erstellte Studie empfahl, den südlichen Abschnitt von Weizen bis Lauchringen zu reaktivieren und diesen umsteigefrei über die Hochrheinbahn mit Basel Badischer Bahnhof zu verbinden. Aufgrund der Kostenprognose wurde die Reaktivierung des südlichen Wutachtalbahn-Abschnitts zunächst nicht weiterverfolgt.
2003 wurde dann – allerdings nur an den Wochenenden – der Personenverkehr zwischen Lauchringen und Weizen reaktiviert. Diese als Weizen-Pendel bezeichneten Leistungen – zwei Zugpaare an Sonn- und Feiertagen – werden von der Deutschen Bahn AG erbracht und dienen als Zubringerverkehr zur Museumsbahn in Weizen. Die Zubringerleistung ist auf die Fahrzeiten der Museumsbahn abgestimmt und fährt von Waldshut an der Hochrheinbahn nach Weizen. Gefahren wird der Weizen-Pendel mit Dieseltriebwagen der Baureihe 641.
2008 wurde das Bahnhofsgebäude durch die Gemeinde Lauchringen und die Guggenmusik Ruinädängler für 443.000 Euro renoviert.
Am 13. Oktober 2013 wurde im Bahnhof Lauchringen das 150-jährige Bestehen der Hochrheinbahn gefeiert.
Seit Dezember 2013 verkehrt an Schultagen in Baden-Württemberg mittags ein Zug von Waldshut über Lauchringen nach Wutöschingen und zurück. Somit gibt es auf einem kurzen Abschnitt das ganze Jahr hindurch an Schultagen wieder einen fahrplanmäßigen Personenverkehr. Seit dem 15. Dezember 2014, und damit exakt ein Jahr nach Eröffnung des Schülerverkehrs, wurde dieser Schülerzug auf kommunale Initiative hin bis nach Eggingen verlängert, wo Anschluss an einen Bus Richtung Stühlingen besteht. Im Jahr 2021 verkehren diese Züge viermal täglich bis Stühlingen, halten aber nicht in Lauchringen.

## Gleisanlagen
Der Bahnhof Lauchringen besitzt noch heute recht umfangreiche Gleisanlagen. Für den Personenverkehr steht heute jedoch nur noch ein Bahnsteiggleis am Hausbahnsteig (Gleis 1) zur Verfügung. Der Bahnhof besitzt noch einen Bahnsteig an Gleis 2, aufgrund eines fehlenden Überganges zu diesem Bahnsteig kann er jedoch nicht genutzt werden. Da die Wutachtalbahn vom Gleis 1 nicht erreichbar ist, halten die Züge von und nach Weizen heute nur noch in Lauchringen West.
Neben den zwei Bahnsteiggleisen besitzt der Bahnhof noch vier bahnsteiglose Gleise, welche vereinzelt von Zügen zum Abstellen genutzt werden.

## Ausstattung
Das denkmalgeschützte Empfangsgebäude des Lauchringer Bahnhofs, welches für Fahrgäste nicht mehr zugänglich ist, wird heute von örtlichen Vereinen genutzt.
Parkplätze sind kostenlos in großer Zahl vorhanden. Der Fahrradabstellplatz ist nicht überdacht. Für Pendler stehen Mietboxen für Fahrräder bereit.

## Betrieb

### Bahnverkehr
Die Hochrheinbahn bietet stündliche Regionalbahn-Verbindungen nach Basel Badischer Bahnhof über Waldshut. Auf der Wutachtalbahn gibt es nur Gelegenheitsverkehr zur dortigen Museumsbahn, jedoch halten die Züge aufgrund des fehlenden Fußgängerüberganges zu Gleis 2 nur noch in Lauchringen West.
| Zuggattung | Strecke | Taktfrequenz    |
| ---------- | --- | --------------- |
| RB 30      | Basel Bad Bf – Rheinfelden (Baden) – Bad Säckingen – Laufenburg (Baden) – Waldshut – Tiengen (Hochrhein) – Lauchringen (– Erzingen) | 60-Minuten-Takt |

(Stand 2021)

### Busverkehr
Die SBG Südbadenbus GmbH betreibt das Busverkehrsnetz in und um Lauchringen.

### Tarife
Die Stadt gehört dem Waldshuter Tarifverbund (WTV) an. In Richtung Basel existieren Übergangstarife zu den Verkehrsverbünden RVF und RVL.